# Protodiácono

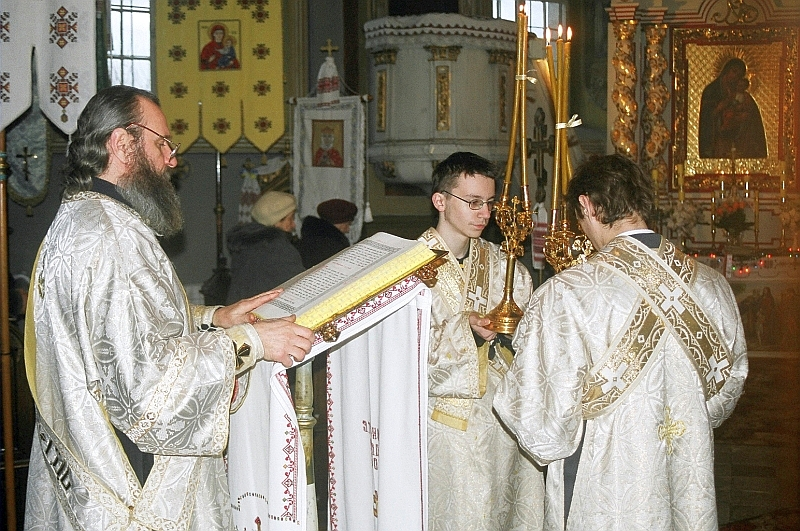
Protodiácono lendo o Evangelho.

Um protodiácono, palavra derivada do significado grego proto, primeiro e diakonos, diácono, é um título utilizado nas Igrejas Católica e Ortodoxa.
Tradicionalmente aplica-se a Santo Estêvão, protomártir, por ser o primeiro cristão martirizado e protodiácono, ao ser o primeiro de entre os sete diáconos que nomeiam os apóstolos no Livro dos Atos dos Apóstolos.

## Igrejas Ortodoxa e Católica Oriental
O protodiácono é um título honorífico dado a alguns diáconos casados nas Igrejas cristãs orientais. Na Igreja Ortodoxa Russa é um título honorífico dado aos diáconos casados que lhes permite vestir um skufia, chapéu eclesiástico típico dos prelados ortodoxos, de cor bordeaux. O seu título é equivalente ao dos arquidiáconos.

## Igreja Latina
Na Igreja Católica Romana, o cardeal mais velho da ordem dos Cardeais-Diáconos é o Cardeal Protodiácono. Tem o privilégio de anunciar uma nova eleição papal no famoso anúncio de Habemus Papam tradicionalmente feito da varanda central da Basílica de São Pedro, no Vaticano.
O atual cardeal protodiácono é Dominique Mamberti, um cardeal francês de origem marroquina, presidente do Supremo Tribunal da Assinatura Apostólica.
- Francesco Sforza † (12 de novembro de 1600 - 13 de novembro de 1617) - Ele anunciou a eleição de Leão XI e Paulo V
- Eduardo Farnésio † (13 de novembro de 1617 - 11 de janeiro de 1621)
- Andrea Baroni Peretti Montalto † (11 de janeiro - 5 de maio de 1621) - Ele anunciou a eleição de Gregório XV
- Alessandro d'Este † (19 de abril de 1621 - 2 de outubro de 1623) - Ele anunciou a eleição de Urbano VIII
- Carlo Emmanuele Pio di Savoia † (2 de outubro de 1623 - 16 de março de 1626)
- Maurício de Sabóia † (16 de março de 1626 - 10 de novembro de 1642)
- Carlo de' Medici † (10 de novembro de 1642 - 12 de dezembro de 1644) - Ele anunciou a eleição de Inocêncio X
- Antonio Barberini † (12 de dezembro de 1644 - 21 de julho de 1653)
- Giangiacomo Teodoro Trivulzio † (21 de julho de 1653 - 14 de maio de 1655) - Ele anunciou a eleição de Alexandre VII
- Giulio Gabrielli † (14 de maio de 1655 - 6 de março de 1656)
- Virginio Orsini † (6 de março de 1656 - 11 de outubro de 1666)
- Rinaldo d'Este † (11 de outubro de 1666 - 12 de março de 1668) - Ele anunciou a eleição de Clemente IX
- Francesco Maidalchini † (12 de março de 1668 - 19 de outubro de 1689) - Ele anunciou a eleição de Clemente X, Inocêncio XI e Alexandre VIII
- Niccolò Acciaiuoli † (19 de outubro - 28 de novembro de 1689)
- Urbano Sacchetti † (28 de novembro de 1689 - 22 de dezembro de 1693) - Ele anunciou a eleição de Inocêncio XII
- Benedetto Pamphili, O.S.Io.Hieros. † (22 de dezembro de 1693 - 22 de março de 1730) - Ele anunciou a eleição de Clemente XI, Inocêncio XIII e Bento XIII
- Lorenzo Altieri † (22 de março de 1730 - 3 de agosto de 1741) - Ele anunciou a eleição de Clemente XII. Substituído pelo sucessor pelo anúncio da eleição de Bento XIV
- Carlo Maria Marini † (7 de agosto de 1741 - 16 de janeiro de 1747) - Ele anunciou a eleição de Bento XIV
- Alessandro Albani †  (16 de janeiro de 1747 - 11 de dezembro de 1779) - Ele anunciou a eleição de Clemente XIII, Clemente XIV e Pio VI
- Domenico Orsini de Aragão (11 de dezembro de 1779 – 10 de janeiro de 1789)
- Inácio Caetano Boncompagni-Ludovisi (10 de janeiro de 1789 – 9 de agosto de 1790)
- Gregorio Antonio Maria Salviati (9 de agosto de 1790 – 5 de abril de 1794)
- Vincenzo Maria Altieri (5 de abril de 1794 – 7 de setembro de 1798)
- Antonio Maria Doria Pamphilj † (7 de setembro de 1798 - 31 de janeiro de 1821) - Ele anunciou a eleição de Pio VII
- Fabrizio Dionigi Ruffo † (31 de janeiro de 1821 - 13 de dezembro de 1827) - Ele anunciou a eleição de Leão XII
- Giuseppe Albani † (13 de dezembro de 1827 - 3 de dezembro de 1834) - Ele anunciou a eleição de Pio VIII e Gregório XVI
- Agostino Rivarola † (3 de dezembro de 1834 - 7 de novembro de 1842)
- Tommaso Riario Sforza † (7 de novembro de 1842 - 14 de março de 1857) - Ele anunciou a eleição de Pio IX
- Ludovico Gazzoli † (14 de março de 1857 - 12 de fevereiro de 1858)
- Giuseppe Ugolini † (12 de fevereiro de 1858 - 19 de dezembro de 1867)
- Giacomo Antonelli † (19 de dezembro de 1867 - 6 de novembro de 1876)
- Prospero Caterini † (6 de novembro de 1876 - 28 de outubro de 1881) - Ele anunciou a eleição de Leão XIII
- Teodolfo Mertel † (28 de outubro de 1881 - 24 de março de 1884)
- Domenico Consolini † (24 de março - 20 de dezembro de 1884)
- Lorenzo Ilarione Randi † (20 de dezembro de 1884 - 20 de dezembro de 1887)
- Giuseppe Pecci, S.J. † (20 de dezembro de 1887 - 8 de fevereiro de 1890)
- John Henry Newman, C.O. † (8 de fevereiro - 11 de agosto de 1890)
- Joseph Hergenröther † (11 de agosto - 3 de outubro de 1890)
- Tommaso Maria Zigliara, O.P. † (3 de outubro de 1890 - 1 de junho de 1891)
- Isidoro Verga † (1 de junho de 1891 - 22 de junho de 1896)
- Luigi Macchi † (22 de junho de 1896 - 29 de março de 1907) - Ele anunciou a eleição de Pio X
- Andreas Steinhuber, S.J. † (29 de março - 15 de outubro de 1907)
- Francesco Segna † (15 de outubro de 1907 - 4 de janeiro de 1911)
- Francesco Salesio Della Volpe † (4 de janeiro de 1911 - 5 de novembro de 1916) - Ele anunciou a eleição de Bento XV
- Gaetano Bisleti † (5 de novembro de 1916 - 17 de dezembro de 1928) - Ele anunciou a eleição de Pio XI
- Camillo Laurenti † (17 de dezembro de 1928 - 16 de dezembro de 1935)
- Camillo Caccia Dominioni † (16 de dezembro de 1935 - 12 de novembro de 1946) - Ele anunciou a eleição de Pio XII
- Nicola Canali † (12 de novembro de 1946 - 3 de agosto de 1961) - Ele anunciou a eleição de João XXIII
- Alfredo Ottaviani † (3 de agosto de 1961 - 26 de junho de 1967) - Ele anunciou a eleição de Paulo VI
- Arcadio María Larraona Saralegui, C.M.F. † (26 de junho de 1967 - 28 de abril de 1969)
- William Theodore Heard † (28 de abril de 1969 - 18 de maio de 1970)
- Antonio Bacci † (18 de maio de 1970 - 20 de janeiro de 1971)
- Michael Browne, O.P. † (20 de janeiro - 31 de março de 1971)
- Federico Callori di Vignale † (31 de março - 10 de agosto de 1971)
- Charles Journet † (10 de agosto de 1971 - 5 de março de 1973)
- Pericle Felici † (5 de março de 1973 - 30 de junho de 1979) - Ele anunciou a eleição de João Paulo I e João Paulo II
- Sergio Pignedoli † (30 de junho de 1979 - 15 de junho de 1980)
- Umberto Mozzoni † (15 de junho de 1980 - 2 de fevereiro de 1983)
- Opilio Rossi † (2 de fevereiro de 1983 - 22 de junho de 1987)
- Giuseppe Caprio † (22 de junho de 1987 - 26 de novembro de 1990)
- Aurelio Sabattani † (26 de novembro de 1990 - 5 de abril de 1993)[1]
  - Duraisamy Simon Lourdusamy † (18 de outubro de 1992 - 5 de abril de 1993) (Protodiácono de facto)
- Duraisamy Simon Lourdusamy † (5 de maio de 1993 - 29 de janeiro de 1996)
- Eduardo Martínez Somalo (29 de janeiro de 1996 - 9 de janeiro de 1999)
- Pio Laghi † (9 de janeiro de 1999 - 26 de fevereiro de 2002)
- Luigi Poggi † (26 de fevereiro de 2002 - 24 de fevereiro de 2005)[2]
  - Jan Pieter Schotte (26 de fevereiro de 2002 - 10 de janeiro de 2005) (Protodiácono de facto)
  - Jorge Arturo Medina Estévez (10 de janeiro de 2005 - 24 de fevereiro de 2005) (Protodiácono de facto)
- Jorge Arturo Medina Estévez (24 de fevereiro de 2005 - 2 de janeiro de 2007) - Ele anunciou a eleição de Bento XVI
- Darío Castrillón Hoyos † (2 de janeiro de 2007 - 1 de março de 2008)
- Agostino Cacciavillan (1 de março de 2008 - 21 de fevereiro de 2011)[2]
  - Sergio Sebastiani (1 de março de 2008 - 21 de fevereiro de 2011) (Protodiácono de facto)
- Jean-Louis Tauran † (21 de fevereiro de 2011 - 12 de junho de 2014) - Ele anunciou a eleição de Francisco
- Renato Raffaele Martino (12 de junho de 2014 - 28 de outubro de 2024)[2]
  - William Joseph Levada (12 de junho de 2014 - 15 de junho de 2016) (Protodiácono de facto)
  - Leonardo Sandri (15 de junho de 2016 - 19 de maio de 2018) (Protodiácono de facto)
  - Angelo Amato (19 de maio - 8 de junho de 2018) (Protodiácono de facto)
  - Robert Sarah (8 de junho de 2018-3 de maio de 2021) (Protodiácono de facto)
  - Giuseppe Bertello (3 de maio de 2021-4 de março de 2022) (Protodiácono de facto)
  - James Michael Harvey (4 de março de 2022-1 de julho de 2024) (Protodiácono de facto)
  - Dominique Mamberti (1 de julho de 2024-28 de outubro de 2024) (Protodiácono de facto)
- Dominique Mamberti (desde 28 de outubro de 2024)- Ele anunciou a eleição de Leão XIV